# هارالد شتاين
هارالد شتاين (بالألمانية: Harald Stein)‏ هو عالم أمراض ألماني، ولد في 4 أغسطس 1942 في كيل في ألمانيا.

## وصلات خارجية
- هارالد شتاين على موقع أوليمبيديا (الإنجليزية)